# Pia Beckmann
Pia Beckmann (Gerolzhofen, 13 mei 1963) is een Duits politica en van 2002 tot 2008 burgemeester van Würzburg. Beckmann is lid van de Christlich-Soziale Union.
In haar periode als burgemeester werd de administratie van de gemeente geautomatiseerd en online gebracht.
Beckmann studeerde Germanistiek aan de Universiteit van Würzburg.
- Gemeinsame Normdatei: 12433198X
- International Standard Name Identifier: 0000 0000 1849 7685
- Virtual International Authority File: 25533703
- WorldCat: E39PBJgMywHj7d86cRvYJ4ckjC